# Блэнд, Харриет
Харриет Блэнд(-Грин) (англ. Harriet Claiborne Bland(-Green); 13 февраля 1915, Сент-Луис, Миссури — 6 ноября 1991, Форт-Уэрт) — американская легкоатлетка (бег на короткие дистанции, барьерный бег), чемпионка летних Олимпийских игр 1936 года в Берлине.

## Биография
Блэнд прошла отборочные соревнования на летние Олимпийские игры 1932 года в Лос-Анджелесе, однако спортивные функционеры приняли решение не включать её в олимпийскую команду США. Блэнд прошла отборочные соревнования 1936 года, но ей снова отказали, мотивировав это решение недостатком денег. Организация «St. Louis Globe-Democrat» организовала сбор денег для оплаты её участия в Олимпиаде. Перед отплытием в Берлин у неё пропали сумочка и кроссовки.
На Олимпиаде Блэнд выступала в беге на 100 метров и эстафете 4×100 метров. В первом виде Блэнд выбыла из борьбы на стадии предварительных забегов. Во втором команда США (Харриет Блэнд, Аннетт Роджерс, Бетти Робинсон, Хелен Стивенс), за которую Блэнд бежала на первом этапе, выиграла золотые медали с результатом 46,9 с. Второе место заняла команда Великобритании (47,6 с), третье — команда Канады (47,8 с).
После возвращения команды США с Олимпиады в Нью-Йорке был организован парад олимпийцев, в котором Блэнд приняла участие. Затем она работала в женском комитете по лёгкой атлетике Ассоциация американских университетов (AAU) и была тренером по лёгкой атлетике в Сент-Луисе. Она получила степень бакалавра дизайна интерьера в Вашингтонском университете в Сент-Луисе.
В 1939 году Блэнд вышла замуж за профессионального гольфиста Уильяма Грина. У супругов родился сын Уильям Грин. В 1974 году у неё случился инсульт, после которого вынуждена была передвигаться в инвалидной коляске. В 1983 году она была занесена в Зал спортивной славы Миссури. Она умерла от сердечного приступа в доме своего сына в Форт-Уэрте (штат Техас).